# Jaškino
Jaškino è una cittadina della Russia siberiana meridionale (oblast' di Kemerovo); appartiene amministrativamente al rajon Jaškinskij, del quale è il capoluogo.
Sorge nella parte settentrionale della oblast', 90 chilometri a nordovest di Kemerovo, lungo la Transiberiana.